# Didier Couécou
Didier Couécou (Bordeaux, 1944. július 25. –) francia válogatott labdarúgó.

## Pályafutása

### A válogatottban
1967-ben 1 alkalommal szerepelt a francia válogatottban. Részt vett az 1966-os világbajnokságon.

## Sikerei, díjai
Olympique Marseille
- Francia bajnok (2): 1970–71, 1971–72
- Francia kupa (1): 1971–72
- Francia szuperkupa (1): 1971

Nantes
- Francia bajnok (1): 1972–73